# UTC+9:30
UTC+9:30 — часова зона, яка використовується як Центральний австралійський стандартний час (ACST — англ. Australian Central Standard Time). Запроваджена 1899 року.

## Використання

### Постійно протягом року
- Австралія (част.):
- Північна Територія

### З переходом на літній час
- Австралія (част.):
- Новий Південний Уельс
  - Район Брокен-Хілл
- Південна Австралія

## Історія використання
Також час UTC+9:30 використовувався:

### Як стандартний час
- Індонезія — част.:
  - Західне Папуа
  - Малуку
  - Папуа
  - Північне Малуку

### Як літній час
- Південна Корея